# دریای عمیق سه‌بعدی
دریای عمیق سه‌بعدی (انگلیسی: Deep Sea 3D) یک فیلم مستند آی‌مکس فیلم سه‌بعدی در مورد زندگی دریایی است. این مستند توسط هوارد هال کارگردانی شده‌است که همچنین فیلم‌های زیر دریایی دیگری مانند به اعماق و جزیره کوسه‌ها را نیز کارگردانی کرده‌است. این فیلم را جانی دپ و کیت وینسلت روایت می‌کنند. همچنین موسیقی فیلم توسط دنی الفمن اجرا می‌شود. این فیلم ۴۰ دقیقه است.